# Sona MacDonald
Pour les articles homonymes, voir MacDonald.
Sona MacDonald, née le 11 mai 1961 à Vienne (Autriche), est une actrice et chanteuse austro-américaine.

## Biographie
Sona MacDonald fréquente la London Academy of Music and Dramatic Art. Entre des rôles classiques sur scène à Berlin et à Vienne, elle joue des rôles principaux dans des comédies musicales et se produit dans des concerts.
Sona MacDonald a reçu le prestigieux prix O.E. Hasse et a remporté le prix du théâtre Nestroy pour son rôle dans "Der Talisman" au Theater in der Josefstadt en octobre 2009.
Le père de Sona MacDonald est le pianiste Robert MacLaurin MacDonald, qui était également professeur et artiste en résidence au Florida Southern College à Lakeland, en Floride, aux États-Unis.

## Filmographie partielle

### Au cinéma
- 1983 : Die wilden Fünfziger : Yün-Sin
- 1983 : Le Journal d'Edith : Katharina
- 1991 : Moving : Irene